# Concursul Muzical Eurovision 1985
Eurovision 1985 a fost a treizecea ediție a concursului muzical Eurovision. A câștigat Norvegia reprezentată de trupa Bobbysocks. 